# Route nationale 36 (Madagascar)
Pour les articles homonymes, voir Route nationale 36.
La route nationale 36 (N 36) est une route nationale s'étendant de Ampanotokana jusqu'à Fenoarivobe à Madagascar,.

## Description
La route nationale 36 parcourt 119 km dans la région de Bongolava.
Elle part de la RN 4 dans le village d'Ampanotokana, à 35 km au nord-ouest de la capitale Antananarivo, et s'étend en direction nord-ouest via Miantso et Maritampona jusqu'à Fenoarivobe.

## Parcours
- Ampanotokana
- Miantso
- Maritampona
- Fenoarivobe